# Indy NXT 2025
De Indy NXT 2025 wordt het 39e kampioenschap van de Indy NXT. Het bestaat uit veertien races: vier ovals, twee stratencircuits en acht wegraces.

## Teams en rijders
Alle teams rijden met een Dallara-chassis, een AER-motor met 4 cilinders en Firestone-banden.
| Team                                               | Nr | Rijders                 | Races          |
| -------------------------------------------------- | -- | ----------------------- | -------------- |
| Abel Motorsports                                   | 17 | Callum Hedge            | Alle           |
| Abel Motorsports                                   | 48 | Jordan Missig           | Alle           |
| Abel Motorsports with Miller Vinatieri Motorsports | 40 | Jack William Miller     | Alle           |
| Abel Motorsports with Force Indy                   | 99 | Myles Rowe              | Alle           |
| Andretti Cape Indy NXT                             | 2  | Sebastian Murray (R)    | Alle           |
| Andretti Cape Indy NXT                             | 3  | Ricardo Escotto         | 1-9            |
| Andretti Cape Indy NXT                             | 3  | Michael d'Orlando       | 12-14          |
| Andretti Global                                    | 26 | Lochie Hughes (R)       | Alle           |
| Andretti Global                                    | 27 | Salvador de Alba        | Alle           |
| Andretti Global                                    | 28 | Dennis Hauger (R)       | Alle           |
| Andretti Global                                    | 29 | James Roe jr.           | Alle           |
| Chip Ganassi Racing                                | 9  | Jonathan Browne         | 1              |
| Chip Ganassi Racing                                | 9  | Bryce Aron              | 2-14           |
| Chip Ganassi Racing                                | 10 | Niels Koolen            | Alle           |
| HMD Motorsports                                    | 11 | Nolan Allaer            | Alle           |
| HMD Motorsports                                    | 14 | Josh Pierson            | Alle           |
| HMD Motorsports                                    | 16 | Tommy Smith (R)         | Alle           |
| HMD Motorsports                                    | 18 | Nikita Johnson (R)      | 1, 3-4, 14     |
| HMD Motorsports                                    | 18 | Max Taylor (R)          | 2, 5, 9-11, 13 |
| HMD Motorsports                                    | 24 | Sophia Flörsch (R)      | 1              |
| HMD Motorsports                                    | 24 | Evagoras Papasavvas (R) | 2-4, 7-8       |
| HMD Motorsports                                    | 24 | Davey Hamilton jr.      | 6, 9, 13-14    |
| HMD Motorsports                                    | 24 | Nicholas Monteiro (R)   | 12             |
| HMD Motorsports                                    | 30 | Liam Sceats (R)         | 1-5, 7, 10-11  |
| HMD Motorsports                                    | 38 | Hailie Deegan (R)       | Alle           |
| HMD Motorsports                                    | 39 | Bryce Aron              | 1              |
| HMD Motorsports                                    | 39 | Juan Manuel Correa (R)  | 3-6, 8-12      |
| HMD Motorsports                                    | 76 | Caio Collet             | Alle           |

## Races
| Race | Datum       | Circuit                                     | Locatie            |
| ---- | ----------- | ------------------------------------------- | ------------------ |
| 1    | 2 maart     | Stratencircuit Saint Petersburg             | St. Petersburg, FL |
| 2    | 4 mei       | Barber Motorsports Park                     | Birmingham, AL     |
| 3    | 9 mei       | Indianapolis Motor Speedway (binnencircuit) | Speedway, IN       |
| 4    | 10 mei      | Indianapolis Motor Speedway (binnencircuit) | Speedway, IN       |
| 5    | 1 juni      | Stratencircuit Detroit                      | Detroit, MI        |
| 6    | 15 juni     | World Wide Technology Raceway at Gateway    | Madison, IL        |
| 7    | 22 juni     | Road America                                | Elkhart Lake, WI   |
| 8    | 6 juli      | Mid-Ohio Sports Car Course                  | Lexington, OH      |
| 9    | 12 juli     | Iowa Speedway                               | Newton, IA         |
| 10   | 26 juli     | WeatherTech Raceway Laguna Seca             | Monterey, CA       |
| 11   | 27 juli     | WeatherTech Raceway Laguna Seca             | Monterey, CA       |
| 12   | 10 augustus | Portland International Raceway              | Portland, OR       |
| 13   | 24 augustus | Milwaukee Mile                              | West Allis, WI     |
| 14   | 31 augustus | Nashville Superspeedway                     | Lebanon, TN        |

## Uitslagen
| Ronde | Race            | Poleposition   | Snelste ronde | Meeste ronden aan de leiding | Winnaar       | Winnaar                          |
| Ronde | Race            | Poleposition   | Snelste ronde | Meeste ronden aan de leiding | Coureur       | Team                             |
| ----- | --------------- | -------------- | ------------- | ---------------------------- | ------------- | -------------------------------- |
| 1     | St. Petersburg  | Dennis Hauger  | Dennis Hauger | Dennis Hauger                | Dennis Hauger | Andretti Global                  |
| 2     | Birmingham      | Dennis Hauger  | Dennis Hauger | Dennis Hauger                | Dennis Hauger | Andretti Global                  |
| 3     | Indianapolis GP | Lochie Hughes  | Lochie Hughes | Lochie Hughes                | Lochie Hughes | Andretti Global                  |
| 4     | Indianapolis GP | Lochie Hughes  | Josh Pierson  | Dennis Hauger                | Dennis Hauger | Andretti Global                  |
| 5     | Detroit         | Dennis Hauger  | Lochie Hughes | Dennis Hauger                | Dennis Hauger | Andretti Global                  |
| 6     | Gateway         | Dennis Hauger  | Caio Collet   | Caio Collet                  | Lochie Hughes | Andretti Global                  |
| 7     | Road America    | Dennis Hauger  | Caio Collet   | Dennis Hauger                | Caio Collet   | HMD Motorsports                  |
| 8     | Mid-Ohio        | Dennis Hauger  | Caio Collet   | Dennis Hauger                | Dennis Hauger | Andretti Global                  |
| 9     | Iowa            | Dennis Hauger1 | Dennis Hauger | Dennis Hauger                | Myles Rowe    | Abel Motorsports with Force Indy |
| 10    | Laguna Seca     | Caio Collet    | Dennis Hauger | Caio Collet                  | Caio Collet   | HMD Motorsports                  |
| 11    | Laguna Seca     | Caio Collet    | Caio Collet   | Caio Collet                  | Caio Collet   | HMD Motorsports                  |
| 12    | Portland        | Caio Collet    | Dennis Hauger | Dennis Hauger                | Dennis Hauger | Andretti Global                  |
| 13    | Milwaukee       |                |               |                              |               |                                  |
| 14    | Nashville       |                |               |                              |               |                                  |

## Kampioenschap
| Pos | Rijder              | STP | ALA | IMS | IMS | DET | GAT | RDA | MOH | IOW  | LAG | LAG | POR | MIL | NAS | Punten |
| --- | ------------------- | --- | --- | --- | --- | --- | --- | --- | --- | ---- | --- | --- | --- | --- | --- | ------ |
| 1   | Dennis Hauger       | 1L* | 1L* | 8   | 1L* | 1L* | 5L  | 2L* | 1L* | 21L* | 2   | 16  | 1L* |     |     | 523    |
| 2   | Caio Collet         | 3   | 19  | 2   | 5   | 2   | 3L* | 1L  | 2   | 4    | 1L* | 1L* | 2   |     |     | 469    |
| 3   | Lochie Hughes       | 2   | 3   | 1L* | 2L  | 5   | 1L  | 3   | 3   | 16   | 6   | 15  | 10  |     |     | 401    |
| 4   | Myles Rowe          | 4   | 4   | 3   | 3   | 18  | 2   | 5   | 10  | 1L   | 4   | 8   | 3   |     |     | 379    |
| 5   | Josh Pierson        | 9   | 5   | 6   | 9   | 4   | 6   | 4   | 5   | 11   | 3   | 2   | 11  |     |     | 337    |
| 6   | Salvador de Alba    | 5   | 11  | 5   | 4   | 8   | 4   | 8   | 4   | 3    | 19  | 9   | 5   |     |     | 321    |
| 7   | Callum Hedge        | 8   | 18  | 4   | 10  | 11  | 7   | 6   | 6   | 6    | 5   | 3   | 4   |     |     | 314    |
| 8   | Niels Koolen        | 21  | 13  | 18  | 6   | 9   | 10  | 15  | 14  | 5    | 11  | 6   | 6   |     |     | 244    |
| 9   | Jack William Miller | 16  | 8   | 9   | 19  | 7   | 19  | 7   | 11  | 14   | 7   | 7   | 13  |     |     | 238    |
| 10  | Jordan Missig       | 6   | 12  | 11  | 17  | 12  | 11  | 19  | 7   | 8    | 18  | 10  | 8   |     |     | 232    |
| 11  | Bryce Aron          | 13  | 15  | 15  | 15  | 10  | 14  | 9   | 12  | 9    | 10  | 19  | 19  |     |     | 202    |
| 12  | Sebastian Murray    | 17  | 16  | 12  | 12  | 6   | 12  | 11  | 18  | Wth  | 17  | 5   | 16  |     |     | 197    |
| 13  | James Roe jr.       | 20  | 10  | 19  | 11  | 13  | 18  | 14  | 13  | 7    | 14  | 13  | 18  |     |     | 193    |
| 14  | Tommy Smith         | 15  | 14  | 13  | 21  | 17  | 17  | 17  | 15  | 17   | 13  | 12  | 12  |     |     | 177    |
| 15  | Juan Manuel Correa  |     |     | 21  | 14  | 3   | 8   |     | 8   | 12   | 15  | 17  | 9   |     |     | 176    |
| 16  | Nolan Allaer        | 19  | 20  | 16  | 20  | 15  | 9   | 16  | 16  | 19   | 9   | 14  | 15  |     |     | 174    |
| 17  | Hailie Deegan       | 14  | 17  | 17  | 18  | 16  | 16  | 18  | 17  | 18   | 12  | 11  | 17  |     |     | 169    |
| 18  | Liam Sceats         | 18  | 6   | 7   | 8   | 14  |     | 10  |     |      | 8   | 18  |     |     |     | 162    |
| 19  | Ricardo Escotto     | 10  | 9   | 14  | 16  | 20  | 13  | 13  | 19  | 13   |     |     |     |     |     | 144    |
| 20  | Evagoras Papasavvas |     | 2   | 10  | 13  |     |     | 12  | 9   |      |     |     |     |     |     | 117    |
| 21  | Max Taylor          |     | 7   |     |     | 19  |     |     |     | 10   | 16  | 4   |     |     |     | 103    |
| 22  | Nikita Johnson      | 11  |     | 20  | 7   |     |     |     |     |      |     |     |     |     |     | 55     |
| 23  | Davey Hamilton jr.  |     |     |     |     |     | 15  |     |     | 15   |     |     |     |     |     | 30     |
| 24  | Michael d'Orlando   |     |     |     |     |     |     |     |     |      |     |     | 7   |     |     | 26     |
| 25  | Jonathan Browne     | 7   |     |     |     |     |     |     |     |      |     |     |     |     |     | 26     |
| 26  | Sophia Flörsch      | 12  |     |     |     |     |     |     |     |      |     |     |     |     |     | 18     |
| 27  | Nicholas Monteiro   |     |     |     |     |     |     |     |     |      |     |     | 14  |     |     | 16     |
| Pos | Rijder              | STP | ALA | IMS | IMS | DET | GAT | RDA | MOH | IOW  | LAG | LAG | POR | MIL | NAS | Punten |

| Kleur       | Resultaat                       |
| ----------- | ------------------------------- |
| Goud        | Winnaar                         |
| Zilver      | 2de plaats                      |
| Brons       | 3de plaats                      |
| Groen       | 4de en 5de plaats               |
| Lichtblauw  | 6de–10de plaats                 |
| Donkerblauw | Gefinisht (buiten de Top 10)    |
| Paars       | Niet gefinisht                  |
| Rood        | Niet gekwalificeerd (DNQ)       |
| Bruin       | Teruggetrokken (Wth)            |
| Zwart       | Gediskwalificeerd (DSQ)         |
| Wit         | Niet Gestart (DNS)              |
| Blank       | Nam geen deel aan de race (DNP) |
| Blank       | Niet geracet                    |

| Toegevoegde info    |                                         |
| vet                 | Pole positie (1 punt)                   |
| cursief             | Snelste ronde                           |
| L                   | Ronde geleid (1 punt)                   |
| *                   | Meeste ronden aan de leiding (2 punten) |
| 1                   | Geen kwalificatie                       |
| Rookie van het jaar |                                         |
| Rookie              |                                         |

| Kleur       | Resultaat                       |
| ----------- | ------------------------------- |
| Goud        | Winnaar                         |
| Zilver      | 2de plaats                      |
| Brons       | 3de plaats                      |
| Groen       | 4de en 5de plaats               |
| Lichtblauw  | 6de–10de plaats                 |
| Donkerblauw | Gefinisht (buiten de Top 10)    |
| Paars       | Niet gefinisht                  |
| Rood        | Niet gekwalificeerd (DNQ)       |
| Bruin       | Teruggetrokken (Wth)            |
| Zwart       | Gediskwalificeerd (DSQ)         |
| Wit         | Niet Gestart (DNS)              |
| Blank       | Nam geen deel aan de race (DNP) |
| Blank       | Niet geracet                    |

| Toegevoegde info    |                                         |
| vet                 | Pole positie (1 punt)                   |
| cursief             | Snelste ronde                           |
| L                   | Ronde geleid (1 punt)                   |
| *                   | Meeste ronden aan de leiding (2 punten) |
| 1                   | Geen kwalificatie                       |
| Rookie van het jaar |                                         |
| Rookie              |                                         |

| Positie | 1  | 2  | 3  | 4  | 5  | 6  | 7  | 8  | 9  | 10 | 11 | 12 | 13 | 14 | 15 | 16 | 17 | 18 | 19 | 20 | 21 |
| ------- | -- | -- | -- | -- | -- | -- | -- | -- | -- | -- | -- | -- | -- | -- | -- | -- | -- | -- | -- | -- | -- |
| Punten  | 50 | 40 | 35 | 32 | 30 | 28 | 26 | 24 | 22 | 20 | 19 | 18 | 17 | 16 | 15 | 14 | 13 | 12 | 11 | 10 | 9  |

1986 ·
1987 ·
1988 ·
1989 ·
1990 ·
1991 ·
1992 ·
1993 ·
1994 ·
1995 ·
1996 ·
1997 · 
1998 ·
1999 ·
2000 ·
2001 ·
2002 ·
2003 ·
2004 ·
2005 ·
2006 ·
2007 ·
2008 ·
2009 ·
2010 ·
2011 ·
2012 ·
2013 ·
2014 ·
2015 ·
2016 ·
2017 ·
2018 ·
2019 ·
2020 ·
2021 ·
2022 ·
2023 ·
2024 ·
2025

Lijst van coureurs